# Jiří Příhoda
Jiří Příhoda (* 26. dubna 1966 Jihlava) je výtvarný umělec, který působí na pomezí sochařství, objektu a architektury. V minulosti se také věnoval videoartu. Mimo to je autorem architektonického designu řady výstav a expozic v galeriích a muzeích umění.

## Život
V letech 1981–1985 studoval na Střední odborné škole výtvarné v Praze. Na Akademii výtvarných umění v Praze nastoupil v roce 1990. Úvodní tři roky studoval v ateliéru sochaře Stanislava Kolíbala, v letech 1993‒1996 pak v ateliéru sochaře Aleše Veselého. První samostatnou výstavu měl v roce 1993 v Galerii Béhémot v Praze. V roce 1997 se stal laureátem Ceny Jindřicha Chalupeckého pro mladé české umělce. V roce 1998 spolu s hudebníkem a zvukovým umělcem Brianem Enem vystavil v pražské Nové síni instalaci Music for Prague. V letech 2005‒2015 působil na Akademii výtvarných umění v Praze coby vedoucí Ateliéru monumentálního umění (od roku 2010 Ateliéru intermédií 2). V roce 2019 svůj pavilon c‒Arch (2014‒2016) umístil v obci Lubná u Poličky jako komunitní kulturní centrum Kulturák Archa. Tvorbu od 80. let až k aktuálním realizacím představil v roce 2016 na samostatné výstavě v Zámku Troja. Jeho doposud největším galerijním projektem se však v roce 2022 stala samostatná výstava Void v pražské Galerii Rudolfinum. Příhoda žije ve Spojených státech amerických. Do Česka ale pravidelně zajíždí kvůli pracovním i soukromým záležitostem.

## Dílo

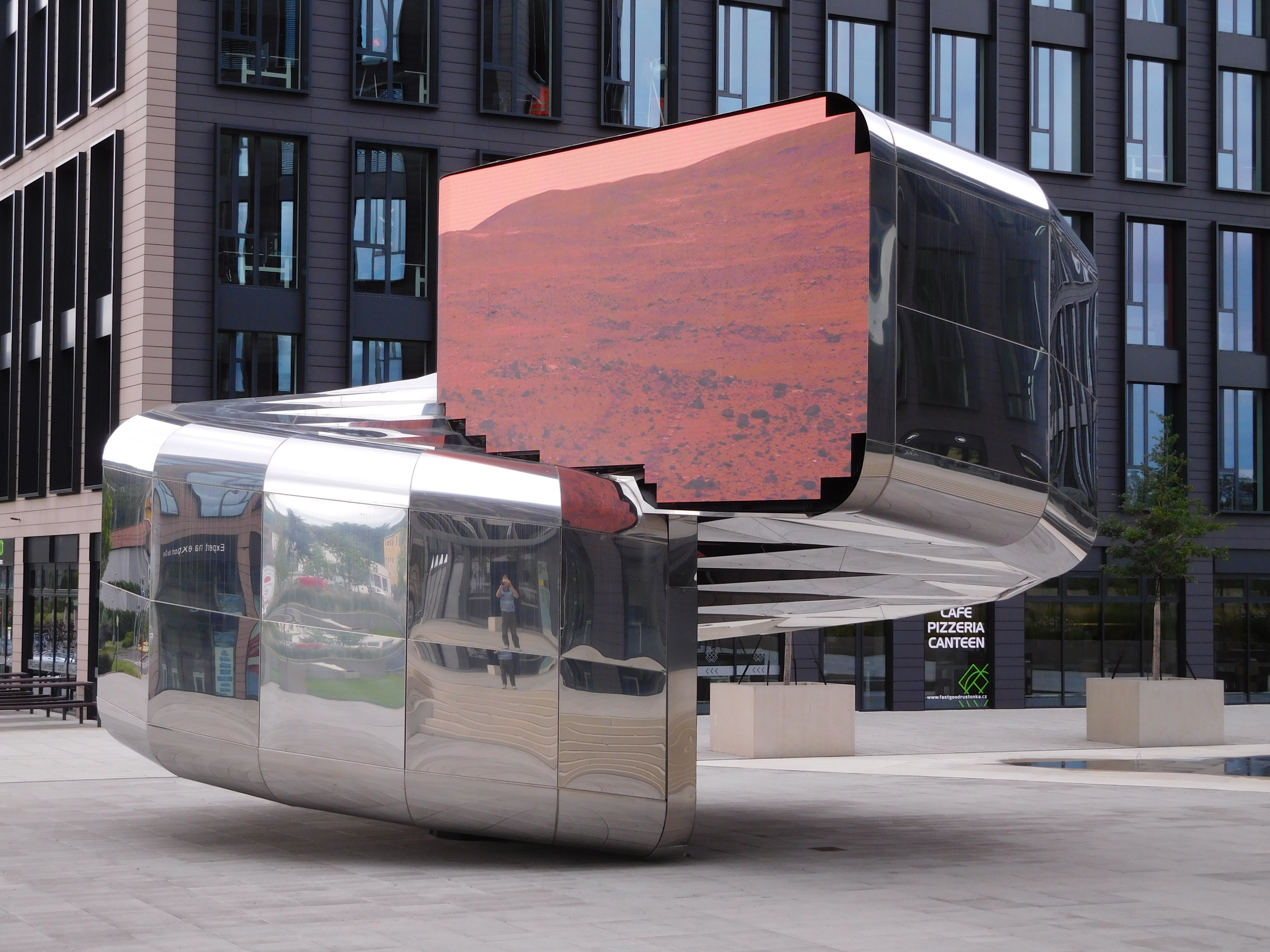
Vyhlídka na Mars, Praha-Karlín, 2019

Rozměrné instalace a objekty Jiřího Příhody často vycházejí z konstrukčního tvarosloví architektury. Řada jeho realizací má podobu mikroarchitektur s pobytovou funkcí (Poustevna – 2014, mPod – 2017–2019/), do jiných lze nahlížet. Významný je vztah k okolnímu prostoru, vystupňovaný zejména v interiérech, se kterými Příhoda svými stavbami vede dialog. K některým z realizací se autor opětovně vrací a domýšlí jejich řešení pro konkrétní podmínky. V jejich vzhledu se prosazují biomorfní tvary, např. šnekovitá ulita mPodu, ke které Příhodu inspirovala skloubení geometrických a organických elementů v barokní stavbách. Barokem ovlivněná spirála se projevila i v pojetí Biblio Pavilonu (2020), drobné stavby sloužící jako venkovní nebo interiérová knihovna a čítárna. Příhodu reflexe těchto předloh nevede k historismu, ale k uplatnění konkrétních prvků v současných materiálech a technologickém provedení.
Příhodova tvorba je charakteristická nejen napětím mezi starým a novým, ale rovněž hledání hranic funkčnosti architektury, případně zpochybňováním hranice mezi vnějším a vnitřním, pohledovým a rubovým. Kurátorka Magdalena Juříková spatřuje počátky tohoto Příhodova zájmu již u téměř čtyřmetrového kruhového objektu Událost I (1991–1992) zavěšeného v průchodu mezi dvěma galerijními sály: „Rub a líc konstrukce se stávají rovnocennými entitami, záměrně odhalená vnitřní struktura je stejně tak finální součástí výrazu jako její opláštění“. Také na společné výstavě s Brianem Enem v roce 1998 Příhoda nechal diváky hledět na rubovou stranu bednění, kterým až na úzkou uličku obehnal celý vnitřní prostor galerie. Enovu zvukovou nahrávku museli poslouchat z uličky přes stěnu, čímž Příhoda hierarchicky stanovil hudbě více prostoru než jejím posluchačům.
V jiných případech se Příhodovy jedná o vytvoření iluze konkrétního jevu za pomoci monumentální kulisy. Příznačné je pro něj i vytváření vazeb mezi uměleckou instalací a filmem. První taková díla uskutečnil již v 90. letech, např. v instalaci Záběr / klapka Potopa 02 (1995–1996), v níž prostor pomyslně obrátil vzhůru nohama a sochařsky vytvořenou vodní masu umístil pod strop jím zbudované kóje. Na výstavě v Zámku Troja reagoval na malby na barokních klenbách vlastním iluzivní malbou podle záběru ze sci-fi filmu Interstellar vytvořenou v polovičním válci pod nimi.
V práci s pohyblivým obrazem Příhoda vždy upřednostňoval užití již existujícího dokumentárního a filmového materiálu. Jeho autorstvím tak nespočívá v původnosti užitých nahrávek, ale v jejich přepracování či uvedení do odlišného kontextu. Využil například výňatky z filmové série Star Wars, Cameronova velkofilmu Titanik nebo filmu Nosferatu režiséra Wernera Herzoga. V posledně jmenovaném případě podle historika umění Tomáše Pospiszyla „promítal na dvou zrcadlově obrácených projekcích vedle sebe, a to za dodržení ´upírské´ logiky, podle které se v projekci, která je zrcadlovým odrazem, upír nemůže objevit a byl proto z filmu digitálně vyretušován“.

## Samostatné výstavy
- 1993 20 – 78000 Hz / 0,2 – 188 Db. Galerie Behémót, Praha
- 1994 Galerie Behémót, Praha
- 1995 Staroměstská radnice, Praha
- 1996 Galerie Nová síň, Praha
- 1998 Galerie Rabouan-Moussion, Paříž
- 1998 Blíže k ulici. Galerie Václava Špály, Praha
- 1999 Skulptúry, objekty. Galéria města Bratislavy, Pálffyho palác, Bratislava
- 2000 Nosferatu. Galerie Behémót, Praha
- 2003 Nerealizované projekty 1991–2002. Galerie Šternberk, Šternberk
- 2003 Představa. Moravská galerie v Brně, Pražákův palác
- 2008 e-shape, e-space, e-scape. hunt kastner artworks, Praha
- 2016 Sochy. Galerie hlavního města Prahy, Zámek Troja, Praha
- 2016 garagePOD. Dům umění města Brna
- 2016 Generátor. Czech China Contemporary (Ateliér – Galerie Zdeněk Sklenář – CCC Peking), Peking
- 2017 Byzantium. Galerie Na shledanou, Volyně
- 2019 2m81= 81000 tun CO2. ProLuka, Praha
- 2022 Void. Galerie Rudolfinum, Praha, kurátor: Petr Nedoma[15][16]